# 唐生智

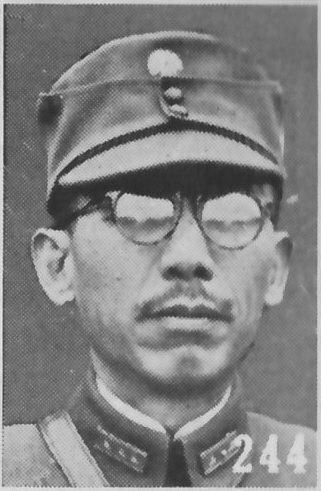
唐生智上將

唐生智（1889年10月12日—1970年4月6日），字孟潇，信奉佛教后法名法智，号曼德，湖南东安人，中国军事人物、政治人物，湘系軍閥領袖。曾参加护国战争、护法战争和北伐战争等中华民国建国初期重要的战争。他在中华民国建国期间到抗日战争开始时期担任不同的重要职务。1935年受衔陆军一级上将。在国共内战末唐生智在湖南支持中国共产党，1949年参加“湖南和平起义”，中华人民共和国成立后，在湖南军、政机构任职到湖南省副省长等。唐生智身为军人又信奉佛教，有“佛教将军”之称。其四弟唐生明是國民革命軍中將。

## 生平

### 早年
唐生智于1912年入保定陆军军官学校第一期步兵科，1914年毕业。
唐生智原属于赵恒惕湘系军阀。1921年赵恒惕当选湖南省省长后，提拔唐任湖南省第四师师长。唐与湖南省第三师师长叶开鑫不合，并认为赵恒锡偏袒叶。1926年3月，唐发动兵变，将赵逐出长沙，自领省长职。叶开鑫求救于当时在武汉准备东山再起的吴佩孚。唐生智战败，被迫退出长沙南下粤边。1926年6月2日他正式率部加入国民革命军，被授任国民革命军第八军军长，大举反攻湖南，6月中旬重新占领长沙，后任湖南省主席。1927年任武汉国民党中央政治委员会委员、军委会七人主席团成员、武汉国民政府委员、国民革命军第四集团军总司令等职。

### 反蒋与拥蒋
北伐战争初期的一連串胜利后，他的势力成为反对蒋介石和新桂系的武汉国民政府的军事主力。在宁汉战争中败给李宗仁的他於1927年11月12日前往日本。1929年4月他又倒向蒋介石，参加蒋介石与桂系军阀的战争，任国民政府军事参议院院长、国民革命军第五路军总指挥。10月参加中原大战，12月再次易帜联合石友三反蒋，任反蒋的护党救国军第四路总指挥。战败后于1930年再次下野。
1931年任广州国民政府及军事委员会常委。九一八事变后重回南京国民政府，复任国民政府军事参议院院长。1935年（民國24年）擔任国民政府训练总监部總監，1935年4月被授予上将军衔。

### 抗日战争期间
1937年11月日军进攻南京时，他力主死守，主动出任首都卫戍司令长官。作为中方南京保卫战的防禦戰最高指挥官，但是已离开指挥一线部队多年，且对防守南京的国军部队也不熟悉，他声称要与首都共存亡，下令封锁南京通往江北的线路，实是让中央政府公务员及公文优先撤退，以致后来南京部份难民在江面路面皆被阻塞，遭日军追擊不幸遇害。

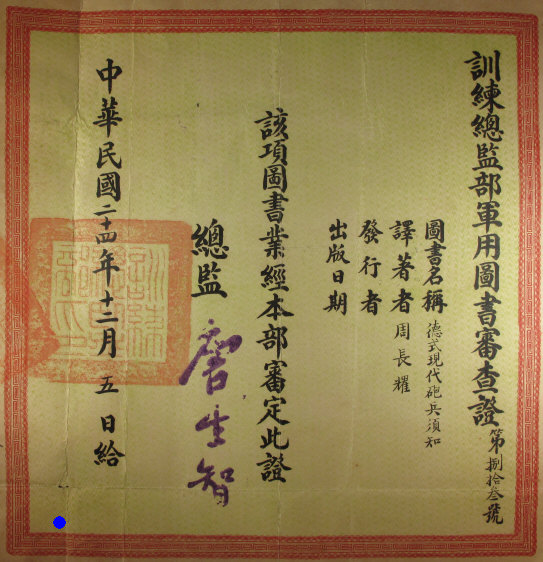
《德式現代砲兵須知》訓練總監部軍用圖書審查證

12月11日上午唐生智接到上级第三战区副司令长官顾祝同的急电传达委员长要南京守军撤退的命令，当晚又接连收到两份蒋中正亲自发来的内容为撤退的电报，加上战斗形势急转直下，12日下午5点唐生智发布撤退命令。书面撤退令安排除司令部直属部队和第36师渡江撤退外，其余部队从正面突围。随后又做了口头的补充命令，允许其他部队在有轮渡时撤退渡江，向江北一带集结。而严格遵守安排从正面突围的部队只有两支，大约2.6万人。其余部队全部冲挤向挹江门渡江，大约10万人。造成了撤退的混乱场面，损失惨重。唐生智在南京脱险后到武汉向蒋中正谢罪。台湾国史馆提供的1937年12月24日南京卫戍司令长官唐生智向蒋中正呈送的一份战报上说：“窃职等奉令卫戍南京，既不能为持久之守备，又不克为从容之撤退，以致失我首都，丧我士卒，比以待罪之身来鄂晋谒，反承温慰，并觉惶悚。”虽然蒋中正没有处置唐生智，但之后再也没有重用过他。此后，在湖南闲居，研究佛学。

### 第二次国共内战期间
1947年（民國三十六年），在原籍湖南省東安縣當選為第一屆國民大會代表。1948年11月去南京、上海，向蔣中正建议与中共停战和谈，1949年他在湖南参加组织了“和平自救”运动，任“湖南人民自救委员会”主任委员。领衔通电拥护“湖南和平解放”。

### 中华人民共和国成立后
中华人民共和国成立后他在湖南省和中南军区担任各种军、政职务，如湖南省人民政府副主席、副省长，中南军政委员会委员、中华人民共和国国防委员会委员等。他当时还任中国国民党革命委员会中央常务委员、全国人民代表大会常务委员会委员、中国人民政治协商会议全国委员会常务委员等职。
文化大革命开始后受到冲击，据其子回忆，在文革中他因拒不参与揭发曾经的老部下贺龙而受到关押。1970年4月6日，在长沙因肠癌复发病逝，享年81歲。